# Brachythecium collinum
Brachythecium collinum là một loài Rêu trong họ Brachytheciaceae. Loài này được (Schleich. ex Müll. Hal.) Schimp. mô tả khoa học đầu tiên năm 1853.